# Saint-Jean-de-la-Blaquière
Saint-Jean-de-la-Blaquière – miejscowość i gmina we Francji, w regionie Oksytania, w departamencie Hérault.
Według danych na rok 1990 gminę zamieszkiwało 338 osób, a gęstość zaludnienia wynosiła 20 osób/km² (wśród 1545 gmin Langwedocji-Roussillon Saint-Jean-de-la-Blaquière plasuje się na 602. miejscu pod względem liczby ludności, natomiast pod względem powierzchni na miejscu 471.).